# Henrike Leonhardt
Henrike Leonhardt (* 7. Dezember 1943 in Iserlohn) ist eine deutsche Schriftstellerin.

## Leben
Henrike Leonhardt studierte Erziehungswissenschaft, Soziologie und Germanistik an den Universitäten in Bonn, Bochum und München. Anschließend wirkte sie als Lehrerin. Daneben entstanden literarische Werke. 1986 nahm sie am Ingeborg-Bachmann-Wettbewerb in Klagenfurt teil. Leonhardt lebt heute als freie Schriftstellerin in München.
Henrike Leonhardt ist Verfasserin von erzählerischen Werken, Gedichten sowie von zahlreichen Radio-Features.
Henrike Leonhardt ist Mitglied des Verbands Deutscher Schriftsteller und der Münchner GEDOK. Sie erhielt 1985 ein Stipendium des Stuttgarter Schriftstellerhauses, 1987 ein Stipendium des Münchener Literaturjahres sowie 1993 den Schubart-Literaturpreis.

## Werke
- Fressen Alpendosen-Vollmilch-Schokoladen-Kühe Gras? Gedichte. Eremiten-Presse, Düsseldorf 1980, ISBN 3-87365-153-X.
- ... ab die Post. Was Briefmarken erzählen. Ellermann, München 1982, ISBN 3-7707-6214-2. (Bilder und Collagen von Hans Poppel).
- Unerbittlich des Nordens rauher Winter. Weismann, München 1987, ISBN 3-88897-027-X.
- Der Taktmesser. Johann Nepomuk Mälzel – ein lückenhafter Lebenslauf. Kellner, Hamburg 1990, ISBN 3-927623-09-1.